# Luc Donckerwolke
Luc Donckerwolke (Lima, 19 giugno 1965) è un designer belga.

## Biografia

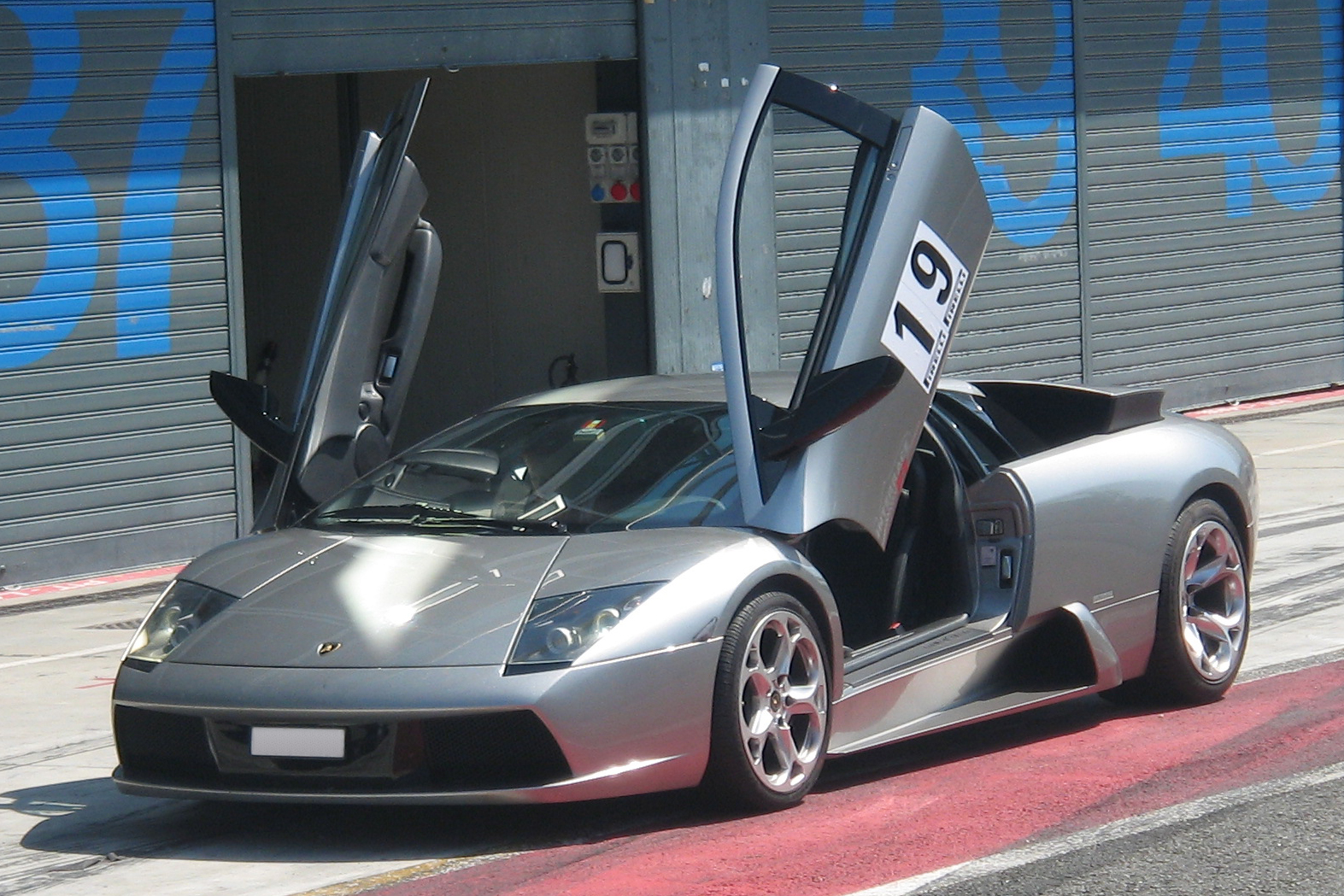
Una Lamborghini Murciélago, opera più nota di Donckerwolke

Da bambino ha frequentato la scuola dell'obbligo in vari Paesi del Sudamerica e dell'Africa. Dopo il diploma frequentò la facoltà di ingegneria industriale a Bruxelles e di design dei trasporti a Vevey, in Svizzera.
La sua carriera cominciò nel 1990, quando venne assunto dalla Peugeot, dove lavorò per due anni, prima di trasferirsi a Ingolstadt presso il quartier generale della Audi, dove trascorse altri due anni.
Nel 1994 Donckerwolke si trasferì nuovamente, questa volta nella città di Mladá Boleslav nella Repubblica Ceca, sede della Škoda. Anche qui, Donckerwolke passò due anni, durante i quali contribuì alle linee delle due vetture di maggior importanza commerciale per la casa  della freccia alata, ossia la Fabia e la Octavia.
Questi continui spostamenti, uniti a quelli che hanno caratterizzato la sua infanzia e la sua adolescenza, fecero sì che il giovane designer riuscisse a imparare un gran numero di lingue straniere; infatti è in grado di parlare italiano, olandese, francese, spagnolo, inglese, tedesco e swahili.

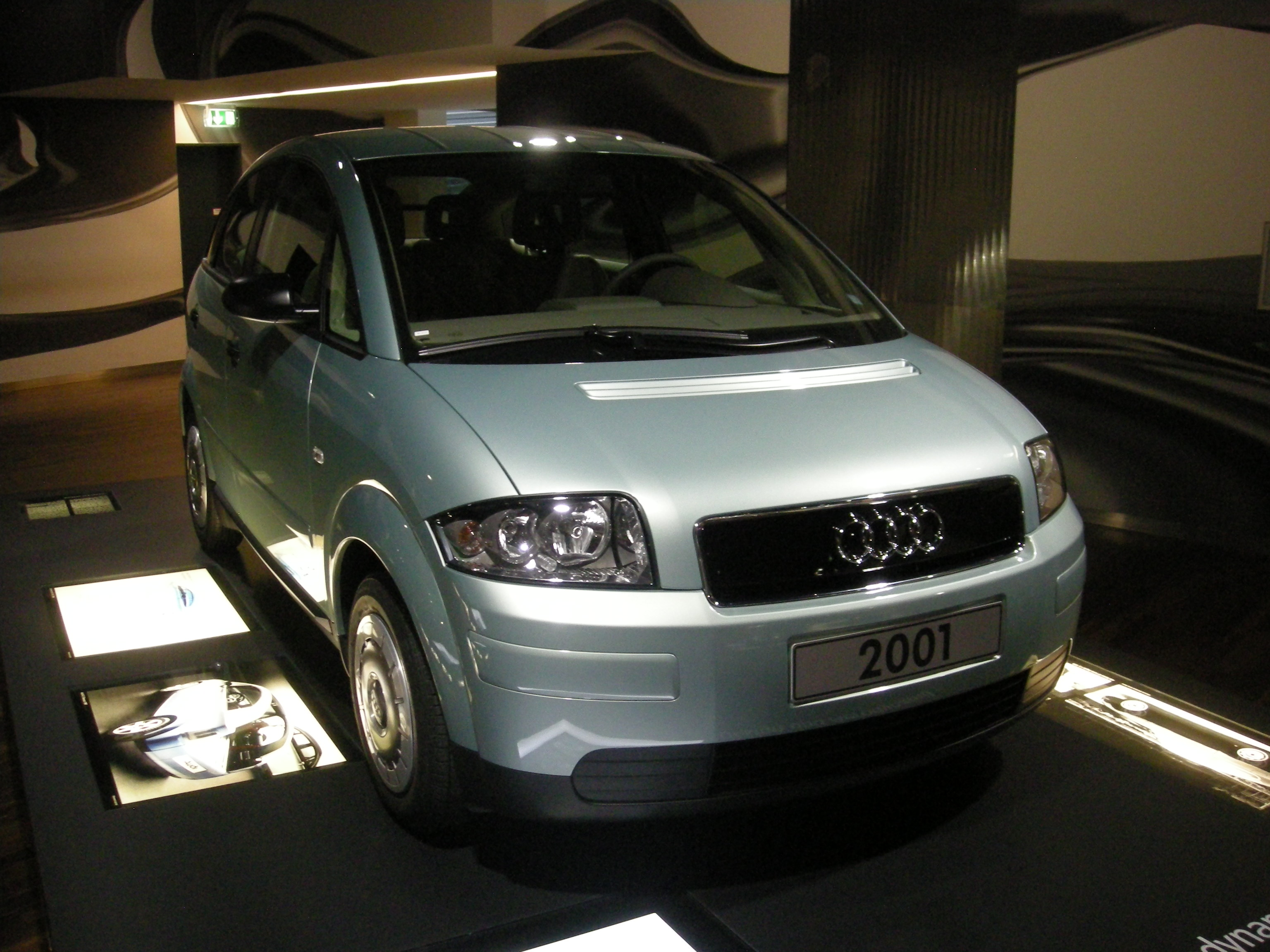
Audi A2 del 2001

Nel 1996, Luc Donckerwolke tornò alla Audi, dove diede un notevole contributo al restyling della prima serie della A4 Avant e alla realizzazione delle linee della Audi A2, molto particolare, ma purtroppo anche piuttosto sfortunata dal punto di vista commerciale.
Nel 1998, Donckerwolke si trasferisce in Italia, e precisamente a Sant'Agata Bolognese, presso la Lamborghini, dove venne assunto come capo del settore design. La casa italiana era stata appena rilevata proprio dalla Audi, dopo anni di periodi difficili. Qui trascorse ben più di due anni e curò prima di tutto il design dell'ultima variante della Lamborghini Diablo proposta prima della cessazione della sua produzione, ossia la 6.0 SE. Sue sono anche le linee dell'erede della Diablo, la Murciélago, e quelle della "sorella minore", la Gallardo. Sempre per la casa bolognese, Donckerwolke firmò anche le linee della Miura Concept disegnate in collaborazione col collega Walter De Silva.

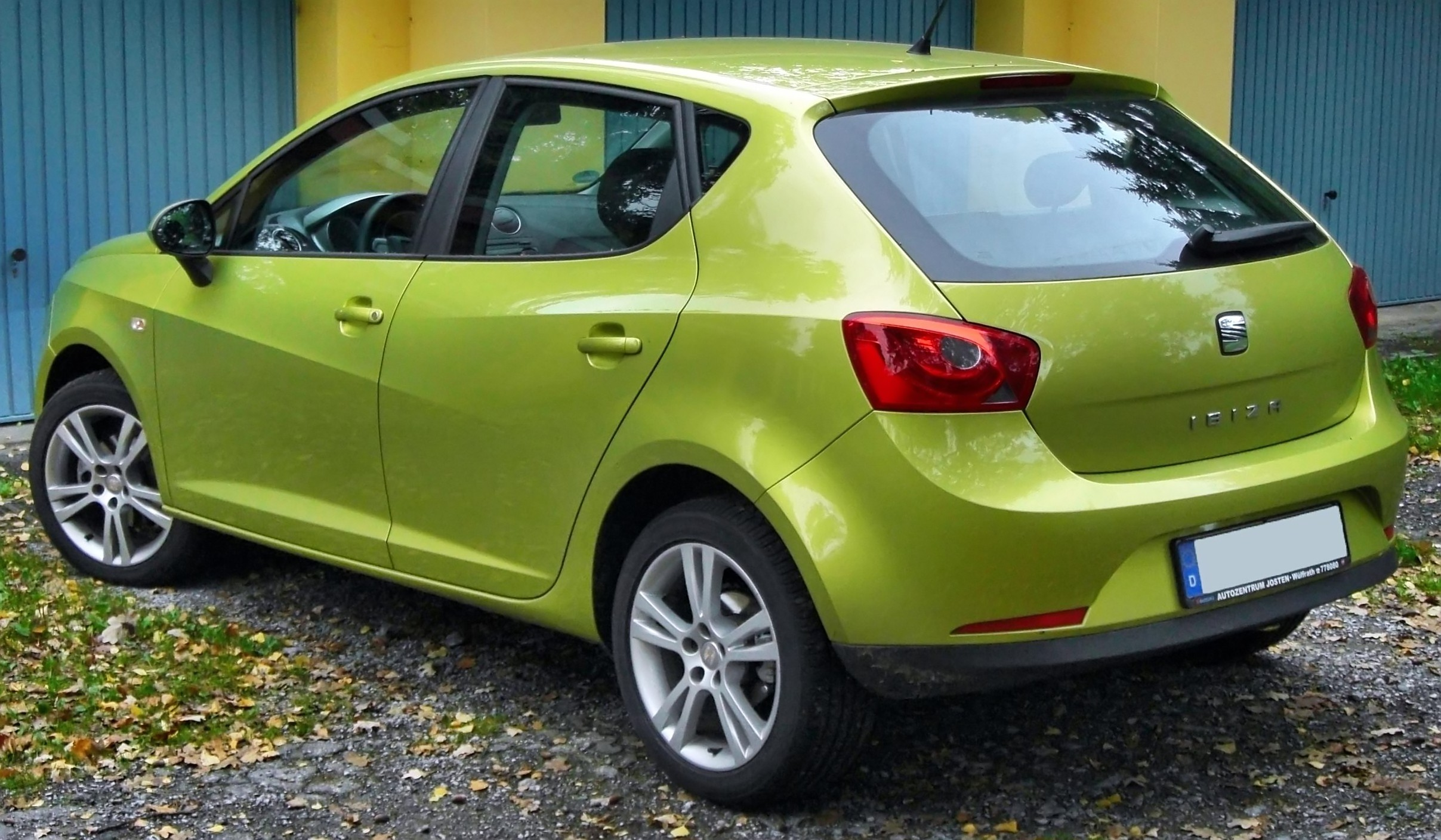
Seat Ibiza IV serie, una delle vetture più vendute disegnate dal designer belga

Quest'ultimo, già capo del design presso la SEAT, venne sostituito nel settembre del 2005 proprio da Donckerwolke. Poco più avanti, De Silva venne promosso capo del Centro Stile dell'intero Gruppo Volkswagen.
Presso la casa spagnola, Donckerwolke è responsabile delle linee di modelli come la Ibiza del 2008 e la Exeo, berlina media costruita sulla base della Audi A4 B7.
Nel mese di settembre 2012, è stato nominato Direttore del Design della Bentley, supervisionando la progettazione dei futuri modelli Bentley, in sostituzione di Dirk van Braeckel, che si è trasferito al reparto design del Gruppo Volkswagen. Nel giugno 2015 la Bentley ha annunciato Stefan Sielaff come suo successore e Donckerwolke decide di lasciare l'azienda e il gruppo Volkswagen AG, dopo aver curato il suo ultimo lavoro, ovvero il concept della Bentley che sarà la base del futuro corso stilistico del 2020 della casa, la Bentley EXP 10 Speed 6.
Nel mese di novembre 2015, è stato nominato a guidare il nuovo marchio di lusso del gruppo Hyundai, ovvero la Genesis a partire dal 2016 e lavorerà insieme al capo designer di Hyundai-Kia Peter Schreyer.

## Modelli disegnati
- Škoda Octavia Mk1 (1996)
- Škoda Fabia Mk1 (1999)
- Audi A4 Avant[3] (2000)
- Audi R8 Le Mans (2000)
- Audi A2 (2000)
- Lamborghini Diablo VT 6.0 (2001)
- Lamborghini Murciélago (2002)
- Lamborghini Gallardo (2004)
- SEAT Tribu Concept (2007)
- SEAT Ibiza/SEAT Ibiza SC/SEAT Ibiza ST Mk4 (2008)
- SEAT IBE concept (2010)
- Bentley Flying Spur (2014)
- Bentley EXP 10 Speed 6 (2015)